# Josiah Thomas

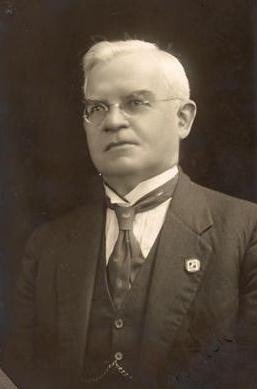
Josiah Thomas in den 1920er Jahren

Josiah Thomas (* 28. April 1863 in Camborne, Cornwall, England; † 5. Februar 1933 in Sydney) war ein australischer Politiker und unter anderem Außenminister des Landes.

## Leben
Thomas wurde im englischen Camborne (Cornwall) geboren, ging als Kind mit seinem Vater nach Mexiko und arbeitete später in diversen Minen in Cornwall. Mitte der 1880er Jahre reiste er nach Australien, wo er in der Bergbausiedlung Broken Hill in New South Wales arbeitete. Im Jahr 1886 wurde er Mitglied einer königlichen Kommission zur Überwachung der Zechen und arbeitete als Berbgau-Vorsteher und Prüfer 1890. Seine erste Frau Henrietta Lee Ingleby heiratete er im Juli 1889, mit der er zwei Söhne und eine Tochter hatte.
Thomas wurde im Juli 1891 in den Ausschuss der Amalgamated Miners' Association (AMA) und wurde Präsident des Bergbau-Zweiges in Broken Hill. Er war Mitglied des Verteidigungsausschusses während des Streiks der Minen-Arbeiter in Broken Hill 1892. Da er den Gerichtshof in New South Wales stark kritisierte, unter anderem da acht seiner Mitstreiter im Ausschuss wegen einer angeblichen Verschwörung verhaftet wurde, entließ man ihn als Friedensrichter. Von nun an bekam er keine Arbeit mehr bei den Minen-Gesellschaften und so musste er seine bisherige Arbeit aufgeben, obwohl er als Präsident der AMA an einer Untersuchung zu mehreren Bleivergiftungen in den Minen 1892 in New South Wales teilnahm.

### Politische Karriere
Thomas wurde als Mitglied der Australian Labor Party für den Wahlbezirk Alma 1894 gewählt, welcher unter anderem für Broken Hill zuständig war. Er setzte sich für eine Verbesserung der Arbeits- und Gesundheitsbedingungen der Arbeiter ein. Er war gegen die Einführung einer australischen Föderation, da er das neue Referendum als unzureichend ansah.
Im Jahr 1901, bei der ersten unabhängigen Wahl im Lande wurde er in das australische Repräsentantenhaus gewählt und bekam den Sitz für den Wahlbezirk Barrier. Er wurde zum Postmaster-General gewählt während der ersten Regierungsperiode von Andrew Fisher von November 1908 bis Juni 1909 und wurde während Fishers zweiter Amtszeit von April 1910 bis Oktober 1911 wieder Postmaster-Gernal, doch nach dem unerwarteten Tode im Amt durch Lee Batchelor übernahm er dessen Amt als Außenminister bis zur Wahlniederlage im Juni 1913. Im Jahr 1916 ging er nach England als Mitglied der Imperial Parliamentary Association, weshalb er während der Problematik in seiner Labor Party um die Einführung der Wehrpflicht nicht im Lande war. Nach seiner Rückkehr zog es ihn in Billy Hughes’ Nationalist Party of Australia. Bei den Wahlen 1917 wurde er erstmals in den australischen Senat gewählt, doch verlor er seinen Sitz bei den Wahlen 1922 wieder. Im Jahr 1925 wurde er wiedergewählt, konnte seinen Sitz dennoch nur weitere drei Jahre halten, bis er 1928 erneut eine Wahlniederlage hinnehmen musste.

### Letzte Jahre und Tod
Nach seiner politischen Laufbahn wurde Josiah Thomas Methodistenprediger und setzte sich gegen das Glücksspiel, Alkohol und Rauchen ein. Aus diesem Grunde unterstützte er auch die Alkoholprohibition. Er arbeitete am in Sydney ansässigen kirchlichen Radiosender 2CH mit. Seine erste Frau verstarb 1901, so dass er ihre Schwester Clara Ingleby 1909 heiratete. Einer seiner beiden Söhne mit seiner ersten Frau wurde im Ersten Weltkrieg getötet. Er starb an einem Herzleiden in einem Vorort der Metropole Sydney. Er hinterließ seine zweite Frau und je einen Sohn aus seinen beiden Ehen.